# José María Castellanos Urrutia
José Ma. Castellanos Urrutia fue un maestro y político mexicano. Nació en Tecalitlán, Jalisco en 1887. Fue rector de la Universidad de Colima del 28 de octubre de 1957 al 19 de diciembre de 1960, fecha en que ocurrió su muerte. Durante su gestión se abrió la Escuela de Derecho en Colima, primera escuela de educación superior en el estado (actual Facultad de Derecho) e inició actividades el primer Bachillerato en el puerto de Manzanillo por iniciativa suya. Es durante su rectorado que la Universidad Popular de Colima obtiene su autonomía, cambiando su nombre a Universidad de Colima y obteniendo su primera Ley Orgánica el 27 de agosto de 1960.
- Datos: Q6454771